# USS Enterprise (NCC-1701-D)
El USS Enterprise NCC-1701-D (o simplemente Enterprise-D, para distinguirla de otras Enterprise) es una nave estelar clase Galaxia del universo ficticio de Star Trek. Al mando del Capitán Jean Luc Picard, es el escenario principal de la serie Star Trek: La nueva generación y la película Star Trek: Generations.
The Next Generation ocurre en el siglo 24, comenzando 78 años después de las aventuras del Star Trek original (1966-1969). La Enterprise -D, diseñado por Andrew Probert, actualiza el icónico diseño Enterprise de Matt Jefferies de la década de 1960, que representa un barco que apoya a una tripulación más grande en una misión más larga "para ir con valentía a donde nadie ha ido antes". 

## Desarrollo y producción

### Concepto
Paramount Television Group y el creador de Star Trek, Gene Roddenberry, anunciaron el desarrollo de una nueva serie de Star Trek en octubre de 1986. Debido a que el Enterprise había sido "tan importante para [el Star Trek original] como Kirk, Spock y McCoy", el nuevo barco era crítico.
Mientras que el Capitán Kirk dirigió una misión de cinco años, la nueva tripulación estaría equipada para una misión de al menos 10 años.  Para sostener tal viaje, la nueva nave tendría el doble de largo, ocho veces el volumen e incluiría a las familias de la tripulación.  Roddenberry también quería que la nave representara una mejor calidad de vida para su tripulación: sería más brillante, menos militarista y tendría interfaces más elegantes y refinadas que el Enterprise original. Quería que el Enterprise transmitiera una armonía entre ciencia y calidad de vida.

### Diseño
Los artistas Andrew Probert, Rick Sternbach y Michael Okuda estuvieron entre los primeros contratados de Next Generation y habían trabajado en películas de Star Trek. Probert, un artista conceptual, se centró primero en el puente porque sería un lugar de rodaje frecuente.  Roddenberry imaginó que el puente tendría una pantalla de visión delantera cuatro veces más grande que en Star Trek, y que habría una mesa de conferencias en el puente. A medida que continuaba el diseño de producción, la mesa se trasladó a una sala de conferencias adyacente al puente y se formó un diseño de puente abierto. Probert diseñó un transportador para que estuviera cerca del puente, pero Roddenberry prefirió que estuviera más lejos para que los personajes pudieran tener conversaciones en su camino a la sala del transportador.

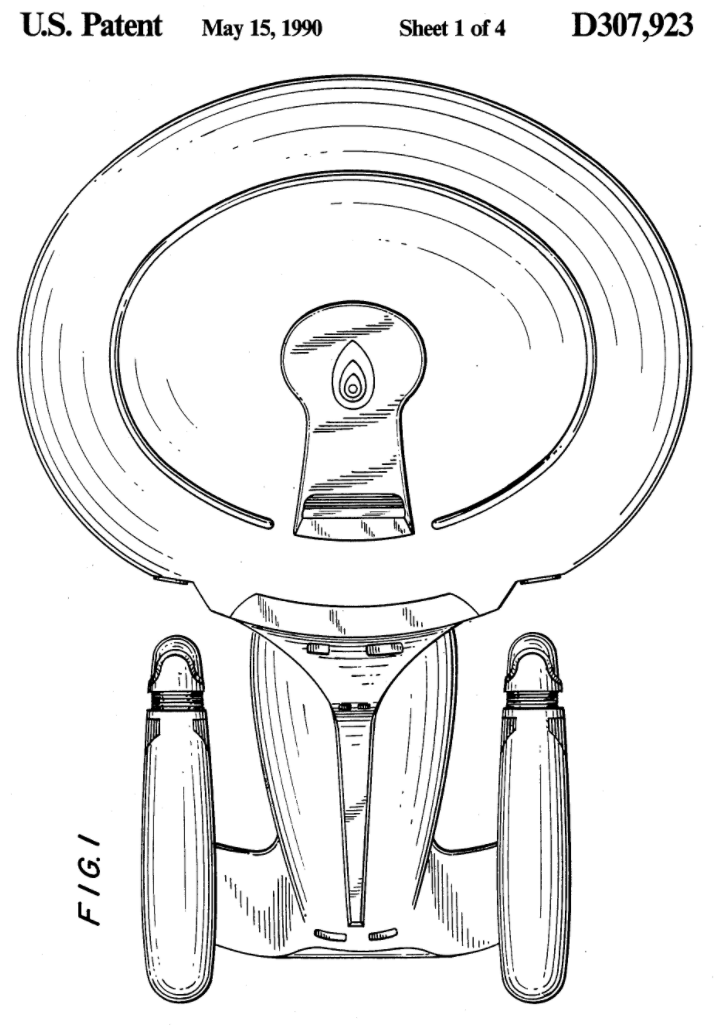
Andrew Probert presentó este arte a la Oficina de Patentes y Marcas de los Estados Unidos para una "nave espacial de juguete" a semejanza del Enterprise. La ilustración muestra la parte superior del barco. La patente fue concedida en 1990.

Sabiendo que el puente tendría que coincidir con el diseño exterior, Probert preparó un "¿y si?" pintura que había hecho poco después de finalizar el rediseño del Enterprise para Star Trek: The Motion Picture de 1979 como referente. Sin que Probert lo supiera, el editor de historia David Gerrold llevó la imagen a una reunión de productores.  A los productores les gustó el diseño y ordenaron a Probert que lo convirtiera en la base del nuevo buque.  Las líneas más elegantes y los contornos redondeados que informaron el diseño interior también influyeron en el exterior.  Las numerosas ventanas del barco están destinadas a permitir que la tripulación esté en contacto con su entorno.
El nuevo Enterprise conserva las características distintivas del diseño de Matt Jefferies para el Enterprise original: una sección de platillo, una sección de ingeniería y un par de góndolas de motor.  Probert hizo esto en parte para calmar a los fanáticos escépticos que estaban preocupados por el "reemplazo" del Enterprise original.  En cambio, el diseño cambió la ubicación y la proporción: por ejemplo, la sección del platillo se amplió y las góndolas de urdimbre se desplazaron hacia abajo.  Inclinar los pilones de soporte de la góndola hacia adelante transmitía una sensación de intenso movimiento hacia adelante.  La edición de julio de 1987 de Starlog incluyó las primeras representaciones públicas del barco. 
El diseño de Probert no incluía originalmente la capacidad de separar las secciones de ingeniería y platillo, y los productores rechazaron sus conceptos iniciales para incorporarlo.  Probert dijo que su mayor desafío de diseño era crear un barco que se viera tan bien en dos piezas como en una sola.  Tenía la intención de agregar tren de aterrizaje a la parte inferior del platillo como lo había hecho con la franquicia cinematográfica Enterprise , pero se "distrajo" y nunca los agregó.

## Descripción
La Enterprise en sí misma protagonista de The Next Generation.  La voz en off de apertura de cada episodio, que dice que "estos son los viajes de la nave estelar Enterprise", encuadra la narrativa como perteneciente a la nave y no a la tripulación.  Jonathan Frakes, quien interpretó al primer oficial William Riker, dijo: "Cuando negociamos nuestros contratos, la línea de la compañía Paramount es que el barco es, de hecho, la estrella del espectáculo".
El Enterprise-D es la quinta nave con el nombre de Enterprise dentro de las series, y es la nave insignia de la Federación Unida de Planetas en el momento de su creación, en 2363.  El Enterprise-D también aparece en el episodio piloto de Star Trek: Espacio profundo 9 ("Emisario"). Su tripulación está compuesta por 1000 personas y su capitán es Jean-Luc Picard. La tripulación explora la galaxia y hace el primer contacto con varias especies nuevas, incluidas Q Continuum y Borg. Un par de episodios de dos partes muestran un cambio de mando, pero el liderazgo vuelve a Picard.
En 2371, como se ve en Star Trek: Generations, se estrella en el planeta Veridian III después de ser irreparablemente dañada en un enfrentamiento contra una nave Klingon.Una fuga de refrigerante del propulsor warp provoca una explosión que destruye la sección del propulsor estelar. La sección del platillo aterriza forzosamente en la superficie de ese planeta. 
Los dos últimos episodios de la tercera temporada de Star Trek: Picard (2023) revelan que la sección del platillo fue recuperada más tarde de Veridian III, después de lo cual Geordi La Forge pasó veinte años restaurando la nave como parte de su papel como curador del Museo de la Flota Estelar. La Forge utilizó piezas de otra nave clase Galaxy para reconstruir el Enterprise. El Enterprise más antiguo es el único barco que no está vinculado a la computadora central comprometida con los Borg de la Flota Estelar, y Picard y su tripulación usan el barco para derrotar a los Borg que amenazan a la Tierra, poniendo fin a la amenaza Borg de una vez por todas. El final de la serie muestra que el Enterprise completamente restaurado se ha convertido en parte del Museo de la Flota Estelar, ubicado entre el Enterprise -A y el Stargazer original de Picard.

## Reacción crítica
io9 clasificó Enterprise -D como la quinta mejor versión de Enterprise s de la franquicia, Popular Mechanics la calificó como la tercera mejor y SyFy la clasificó como la segunda mejor. Space.com dijo que la breve aparición del Enterprise es lo más destacado de la escena inicial del primer episodio de Star Trek: Picard (2020). Vulture describió el regreso del Enterprise en la tercera temporada de Picard como "perfecto", y Collider comparó la reunión de la tripulación en el puente con "un sueño febril".

## Impacto
En octubre de 2006, el modelo Enterprise de seis pies fue subastado en Christie's, junto con otros modelos, accesorios, vestuario y decorados de la franquicia Star Trek. Su valor proyectado era de entre 25.000 y 35.000 dólares, pero el precio de venta final fue de 576.000 dólares, el artículo más caro de la subasta. 
La voz de la computadora y el sistema de conversación a bordo de Starship Enterprise en series de televisión y películas de ciencia ficción, comenzando con Star Trek: The Original Series y Star Trek: The Next Generation, inspiraron al asistente virtual Alexa.